# Wolfgang Neuen
Wolfgang Neuen (* 28. September 1947 in Hüls) ist ein deutscher Diplomat und war von 2009 bis 2012 Botschafter der Bundesrepublik Deutschland in Usbekistan.

## Biografie
Neuen trat 1967 in den Diplomatischen Dienst ein und fand im Laufe seiner diplomatischen Laufbahn Verwendungen am Generalkonsulat in Chicago sowie den Botschaften im Jemen, Malta, der Republik Kongo sowie in Frankreich. Dazwischen war er in der Zentrale des Auswärtigen Amtes in der Zentralabteilung sowie in der Politischen Abteilung und der Abteilung für Abrüstung und Rüstungskontrolle tätig.
2000 wurde er als Nachfolger von Alexander Beckmann Botschafter in Tadschikistan und behielt dieses Amt bis zu seiner Ablösung durch Rainer Müller im Jahr 2003. Er selbst wurde anschließend Leiter des Deutschen Informationszentrums in Washington, D.C. 2006 kehrte er nach Deutschland zurück und war dort im Auswärtigen Amt als Referatsleiter tätig.
Vom September 2009 bis in das Jahr 2012 war Wolfgang Neuen als Nachfolger von Matthias Meyer Botschafter in Usbekistan.